# Příběh
Slovem příběh se v literární teorii označuje to, o čem vypráví diskurz (literární, filmové, divadelní a jiné zpracování příběhu).

## Významy

### Hlavní význam
V hlavním významu příběh znamená něco, co se opravdu stalo, označuje se jím nějaká reálná událost (nebo i skupina navzájem propojených dějů a událostí), nějaký skutečný děj, který měl svůj jasný počátek i zřetelné ukončení.

### Přenesený význam
V sociálních vědách se často používá výraz narativ – je přenosem do oblasti popisu nějakého děje, vyprávění o tomto ději. Slovem příběh se tedy v tomto smyslu označuje pouhý popis nějakého děje, který je buďto jen obrazem nějakého skutečného děje, může se však jednat i o popis děje, který je čirou fikcí, popisem nějakého smyšleného příběhu (dějová smyšlenka).
U smyšlených příběhů se může jednat jak o utilitární jednání nějakého jednotlivce, který se snaží smyšleným příběhem zatajit, zakrýt či vytěsnit skutečný průběh událostí, který je mu z nějakých důvodů nepříjemný (smyšlenka, fikce, lež). Může se ale jednat i o společenskou manipulaci, úmyslný žert, umělecký záměr, umělecký popis skutečnosti apod.

## Příběh v umění
V oblasti umělecké tvorby se jedná obvykle o příběhy fiktivní, jedná se o autorovu smyšlenku, jež spadá do kategorie licentia poetica. Tyto příběhy jsou obvykle obsaženy v různých literárních a jiných uměleckých žánrech, zvláště v audiovizuálních dílech (např. opera, divadelní hra, film, televizní seriál) ve videoklipech, v reklamních spotech a podobně. Svůj příběh v tomto smyslu může obsahovat i hudební skladba, která byla vytvořena jako popis nějakého reálného děje či skutečnosti (např. toku řeky Vltavy od jejího pramene až po její soutok s Labem v symfonické básni Vltava od Bedřicha Smetany).

## Nekonečný příběh
Nekonečný příběh jsou obvykle takové příběhy, u nichž není zřetelně jasný počátek nebo konec (popřípadě oba), zde se jedná spíše o metaforický popis nějakého rozsáhlejšího děje, u něhož z různých důvodů nejsou známy všechny reálie (informační šum).

## Příběh na sociální sítích
Na sociálních sítích (například Facebooku) se jako příběh (anglicky story) označuje zvláštní typ příspěvků, který je viditelný jen po omezenou dobu, například 24 hodin. Může jím být fotografie, sekvence více fotografií nebo krátké video.

## Etymologický základ slova
Příběh popisuje něco, co se stalo při běhu, tedy během času, uplýváním doby.

## Příklady příběhů
- Příběh života – život každého jednotlivce tvoří jasně souvislý děj, který má jasný počátek při zrození každého živého tvora konec okamžikem jeho smrti.
- Příběh sportovní soutěže – každá sportovní soutěž má svůj jasný děj, počátek i zřetelný konec.